# (34126) Cornaa
2000 QA1 (asteroide 34126) é um asteroide da cintura principal. Possui uma excentricidade de 0.16465670 e uma inclinação de 1.04906º.
Este asteroide foi descoberto no dia 23 de agosto de 2000 por Stefano Sposetti em Gnosca.